# Radio Data System

Logotipo oficial de RDS

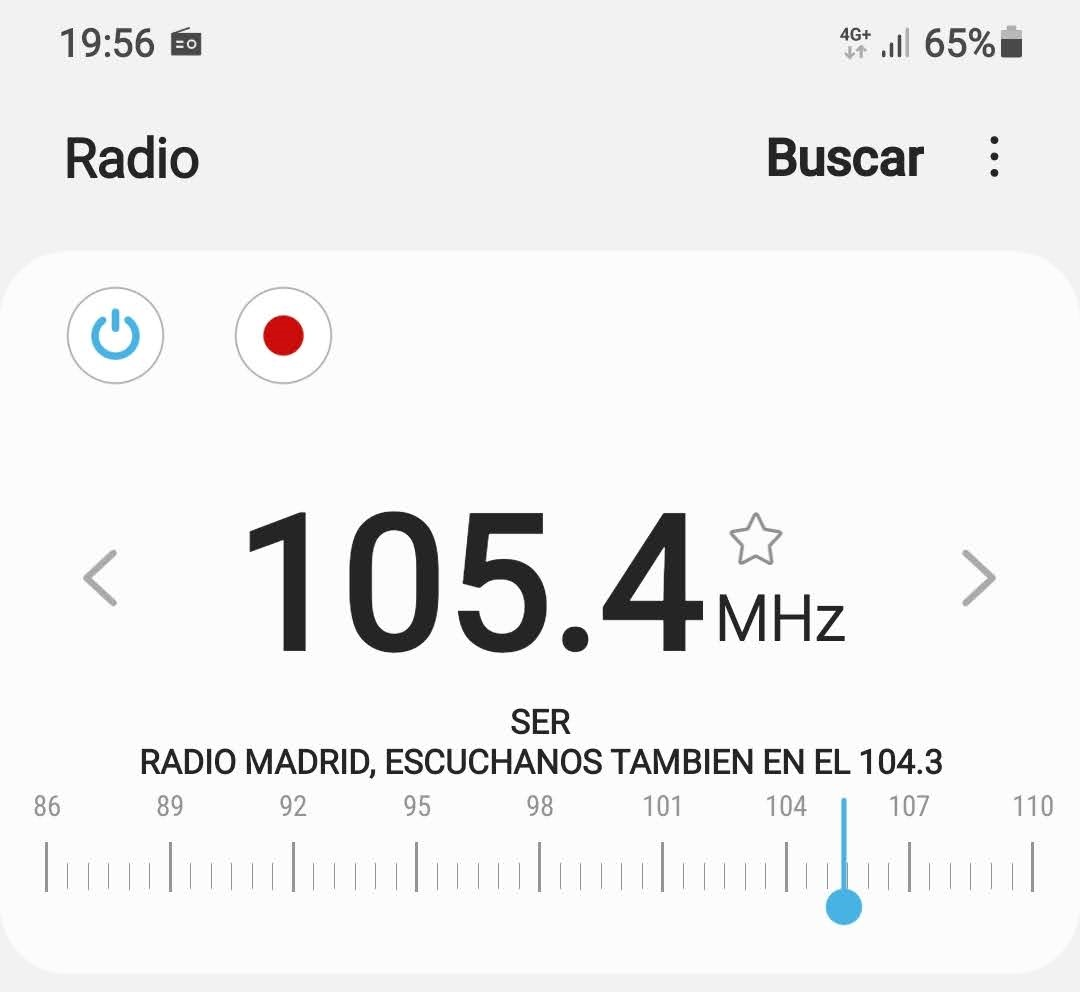
Datos RDS de Cadena SER Radio Madrid en 105.4 MHz

Radio Data System (RDS), acrónimo en inglés de sistema de radiodifusión de datos, es un protocolo de comunicaciones que permite enviar pequeñas cantidades de datos digitales, inaudibles para el radioescucha, con la señal de una emisora de radio FM; parte de dichos datos se ven presentados en una pantalla del aparato receptor.
Se utiliza en Europa, África, Oceanía, Asia y América, aunque en Estados Unidos y Canadá usan una versión, el RBDS (Radio Broadcast Data System) y México utiliza el formato RDS.
El RDS surge desarrollado por un grupo de emisoras colaborando en la Unión Europea de Radiodifusión; su primera especificación aparece en marzo de 1984 y en 1987 ya se estaba implementando en auto-radios con el lema "ve lo que oyes". Con el mayor uso del RDS - TMC promovido por el GPS, se han desarrollado diversos proyectos de desarrollo europeos.

## Características principales del RDS
1. Sintonía automática en los receptores de FM-RDS
2. Presentación de datos en la pantalla del receptor
3. Recepción automática de anuncios de tráfico
4. "Radio paging"
5. Transmisión de otras aplicaciones: dGPS, TMC...

## Tipos de datos en el RDS
- Identificación de la red de emisoras (PI)
- Nombre de la red de emisoras (PS)
- Frecuencias alternativas (AF)
- Identificación de red con programas de tráfico (TP)
- Tipo de programa (PTY)
- Información sobre otras redes de emisoras (EON)
- Identificación de información sobre el tráfico (TA)
- Identificación para el decodificador (DI)
- Conmutador música/palabra (MS)
- Número relacionado con la fecha y hora de emisión de un programa determinado (PIN)
- Radio texto (RT)
- Canal transparente de datos (TDC)
- Aplicaciones internas (IH)
- Fecha y hora (CT)
- Radio búsqueda (RP)
- Canal de mensajes de tráfico codificado (TMC)
- Sistema de aviso de emergencia (EWS)

## Datos que transporta una señal RDS
Algunos de los datos que podemos obtener si disponemos de un receptor de radio con RDS serían los siguientes:
- Identificación de la red de emisoras (PI): Es un código hexadecimal único de cada emisora o cadena de radio. Por ejemplo, E211 correspondiente a Radio 1 de RNE (Radio Nacional de España). Normalmente no es visible a simple vista, solo en receptores más avanzados o en las opciones avanzadas o modo test de la radio de un vehículo. Otros PI de emisoras españolas son E213 (RNE Radio 3), E239 (Cadena SER), E237 (Cadena Dial), E235 (LOS40)
- Identificación de la emisora (PS): El nombre de la emisora que vemos en la pantalla del receptor. Tiene 8 caracteres como máximo  .Por ejemplo, "RNE 1" que es Radio 1 de RNE. Es el PS el que se muestra en la pantalla de nuestro receptor de forma predeterminada.. También puede ser dinámico, es decir cada X segundos cambia el PS o lo hace de manera continua
- Frecuencias alternativas (AF): Gracias a esta información, cuando estamos escuchando una emisora que se capta por varias frecuencias (al viajar en coche, por ejemplo), nuestro receptor es capaz de elegir la que tiene mejor recepción y saltar a ella si la otra emisora dispone del mismo PI.
- Identificación de red con programas de tráfico (TP): Si la emisora de radio emite estas señales (por ejemplo, Radio 5  de RNE lo hace), podemos poner un CD USB SD  radio satelital o música bluetooth y, cuando haya información sobre el tráfico y esté la opción  TA activada, la radio cambiará automáticamente para hacerla sonar. Las emisoras que emiten esta señal son las que pueden emitir boletines -cuando los están emitiendo usan otra señal para identificarlos, la TA-.
- Tipo de programa (PTY). Hay 31 tipos distintos de programa. Podemos filtrar por ellos en algunos receptores. Ej: Noticias, Música Pop, Información, Variado, Música Rock, Música Antigua, Música Clásica, Deportes...
- Información sobre otras redes de emisoras (EON): Si hay otras emisoras de la misma cadena que emiten información sobre el tráfico, por ejemplo, la radio podría cambiar entre ellas para permitir su escucha. Imaginad que estáis escuchando Radio 3 y que Radio 5 empieza a emitir esta información.
- Identificación de información sobre el tráfico (TA): Esta señal se emite mientras se está emitiendo un boletín de tráfico en emisoras que emiten la señal TP.
- Radio texto (RT): Emisión de mensajes de texto de máximo 64 caracteres. En muchos rectores modernos se muestra junto al PS. Puede emitirse por ejemplo el nombre del programa que salga en antena ("RNE: Tarde lo que tarde"), publicidad, la ubicación de la emisora ("CADENA DIAL VALLADOLID 100.4 FM"), la canción que suene en ese momento("Nombre del Artista- Nombre de la canción"), el eslogan de la emisora ("LOS40 Todos Los Éxitos") o no emitir nada
- Fecha y hora (CT): Se emite una señal horaria continuamente con una precisión de hasta 100 milisegundos. Suficiente para poner en hora automáticamente el reloj del receptor. No todas las emisoras lo emiten
- Canal de mensajes de tráfico codificado (TMC): Esta señal permitiría a los departamentos de tráfico de toda Europa emitir una serie de avisos determinados para una serie de localizaciones determinadas, de manera que aparecieran en nuestro navegador GPS como incidencias (por ejemplo, accidentes de tráfico). En ocasiones esta señal se encuentra codificada, y por tanto solo un puñado de receptores pueden entenderla.
- Sistema de aviso de emergencia (EWS): Emergency Warning System habilita un canal de comunicaciones dentro del RDS, invisible a los receptores de radio y dedicado a receptores especiales (como el TMC), para mostras avisos de emergencias a la población. Estos receptores EWS se pueden integrar fácilmente dentro de un receptor de radio FM convencional, para repartirlos a la población próxima a entornos en los que exista algún riesgo: escape  de una central nuclear o química, inundación frecuente, volcanes, etc.